# Contact!
Contact! är det andra studioalbumet av den italienska eurodancetrion Eiffel 65, utgivet i juli 2001. Som uppföljare till deras 1999 års debut- och genombrottsalbum Europop blev det här albumet ett kommersiellt misslyckande. Man uppnådde dock en viss mån av listframgångar med singeln "Lucky (In My Life)", främst som 13:e placering i hemlandet Italien.
Ett urval låtar har släppts som remixer på EP:n Episode II.

## Låtlista
| Nr  | Titel                                  | Kompositör                                              | Längd |
| --- | -------------------------------------- | ------------------------------------------------------- | ----- |
| 1.  | Lucky (In My Life)                     | Maurizio Lobina, Massimo Gabutti                        | 3:53  |
| 2.  | New Life                               | Gianfranco Randone, Lobina                              | 4:46  |
| 3.  | One Goal                               | Randone, Lobina, Gabutti, Gabry Ponte, Domenico Capuano | 3:37  |
| 4.  | King of Lullaby                        | Randone, Ponte                                          | 4:40  |
| 5.  | I DJ with the Fire                     | Randone, Lobina, Gabutti                                | 4:37  |
| 6.  | Crazy                                  | Randone                                                 | 5:03  |
| 7.  | Far Away                               | Randone, Ponte, Capuano                                 | 4:03  |
| 8.  | I Don't Wanna Lose (med Elena Flochen) | Randone, Stefania Piovesan                              | 4:31  |
| 9.  | Morning Time                           | Randone, Lobina, Capuano                                | 4:41  |
| 10. | Life Like Thunder                      | Randone, Luca Ventafridda                               | 3:30  |
| 11. | Back in Time                           | Randone, Lobina                                         | 3:49  |
| 12. | Johnny Grey                            | Randone, Gabutti, Mauro Di Deco                         | 3:44  |
| 13. | Brightly Shines                        | Randone, Capuano, Piovesan, DJ Gregory Kolla            | 4:58  |
| 14. | Losing You (med Elena Flochen)         | Randone, Lobina, Gabutti                                | 4:45  |
| 15. | People of Tomorrow                     | Randone, Ponte                                          | 4:12  |
| 16. | Journey                                | Randone, Gabutti                                        | 4:48  |
| 17. | 80's Stars (med Franco Battiato)       | Battiato, Pio, Ponte                                    | 4:30  |

- "80's Stars" är på den internationella versionen ersatt med "World in the World" (Randone, Gabutti, Alex Topuntoli; gästsång Elena Flochen), 3:46.

## Medverkande
Eiffel 65
- Gianfranco Randone (Jeffrey Jey) - sång, producent
- Maurizio Lobina - keyboard, producent
- Gabry Ponte - DJ, producent

Produktion
- Luciano Zucchet - exekutiv producent
- Angelica Villella, Mauro Di Deco - mixning
- Cristina Rosazza Minghet - fotografier
- Alex Topuntoli - illustrationer